# محافظة أونتشون
محافظة أونشون هي محافظة تقع في بيونغان الجنوبية، كوريا الشمالية.